# Codarts

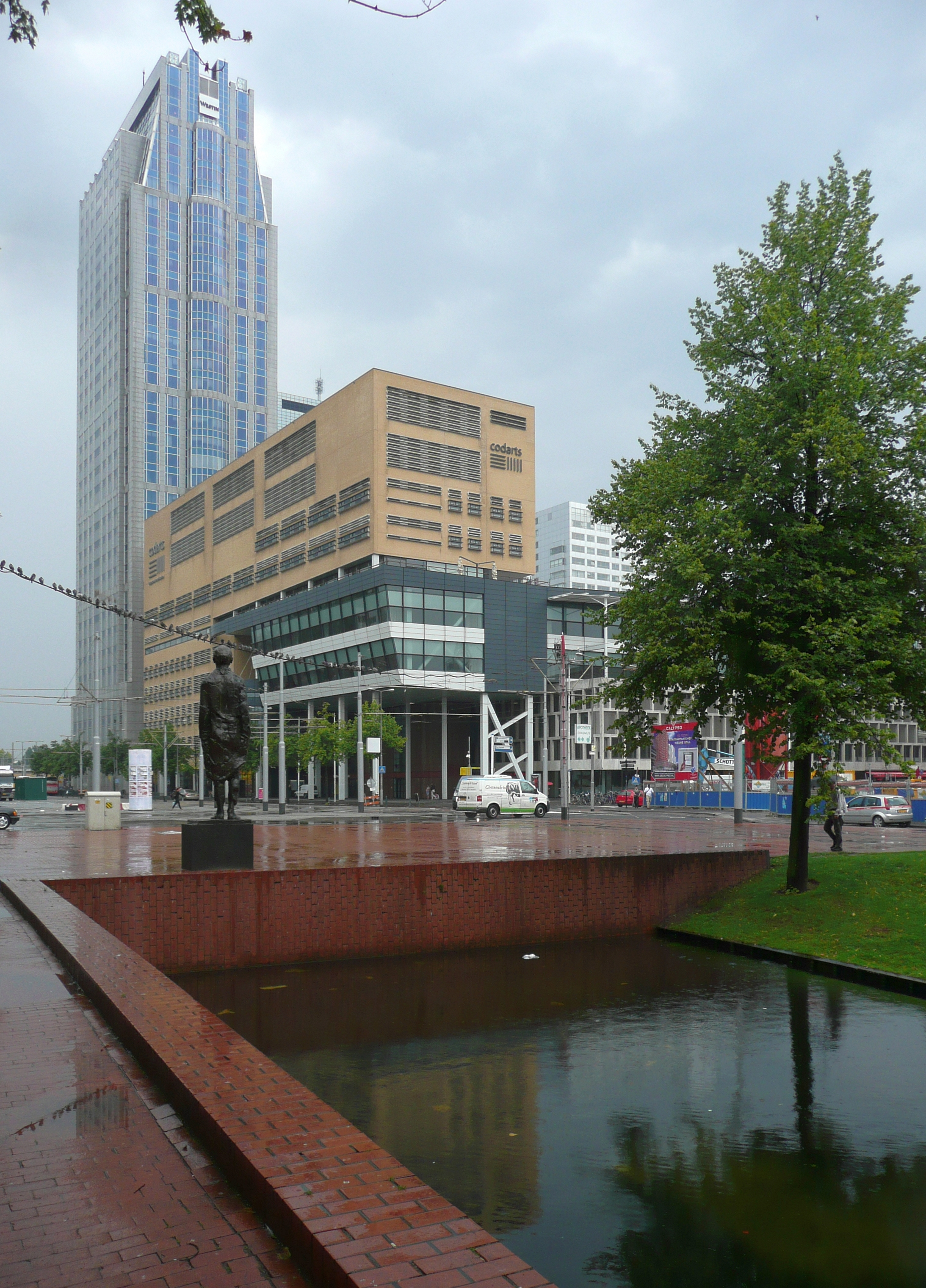
Codarts, Rotterdam

Codarts – Hogeschool voor de Kunsten ist eine Kunstfachhochschule in Rotterdam, Niederlande.
Sie ist ein Zusammenschluss aus:
- Rotterdams Conservatorium, dem 1930 gegründeten Konservatorium (Musikhochschule) der Stadt
- Rotterdamse Dansacademie (Tanzakademie Rotterdam), gegründet 1931 als Rotterdamse Dansschool von Corrie Hartong (die auch erste Direktorin war) und Gertrud Leistikow
- Rotterdam Circus arts, gegründet im September 2006 als höhere Ausbildungsstätte für Zirkusartisten

An der Codarts studieren insgesamt rund 1.200 Studenten, davon etwa 50 % aus den Niederlanden. Die Hochschule hat über 300 Dozenten sowie etwa 150 weitere Mitarbeiter und ist damit die größte niederländische Musikhochschule. 